# Los 25+
Los 25+ (o también Los 25 más), fue un programa de espectáculos mexicano  producido por TV Azteca (Azteca Espectáculos), que se transmitía los domingos en horario vespertino por Azteca Trece. Inicialmente fue conducido por Inés Gómez Mont pero debido al embarazo de ésta, a partir de la sexta temporada el programa quedó a cargo de la presentadora y cantante María Inés Guerra.
En 2014 el programa cumplió once años de transmisiones, con la celebración se hizo la presentación de un nuevo set del programa, y así como la incursión de la actriz Adriana Cardeña como la mimo "Picoreta".
El 1 de noviembre de 2015, y tras doce años al aire concluye transmisiones.

## Sinopsis
Los 25+, el conteo con lo más escandaloso y divertido del espectáculo y de los famosos. Este programa enlistaba de manera muy divertida las 25 personalidades, temas, anécdotas, extravagancias, canciones, escándalos, libros, bodas, divorcios, peleas, osos y estilos en moda, dentro del espectáculo; junto a las certeras críticas de la editorialista Rosario Murrieta, la belleza de la presentadora María Inés Guerra, las ocurrencias de la mimo Picoreta, hasta los sarcásticos comentarios del locutor Rubén Moya. 

## Invitados
Durante doce años de transmisiones el programa dominical contó con la participación de varias personalidades del ámbito de espectáculos, deportes y noticias. Víctor González, Yahir, Lambda García, Mariana Torres, Inés Sainz, Mauricio Islas, Mimí de Flans, Rossana Nájera, María Fernanda Yépes, Niurka Marcos, Leonardo García, Betty Monroe, Matías Novoa, Luis García, Yuridia y Sergio Basañez fueron sólo algunos de los invitados a enlistar el conteo de Los 25+.
Hasta 2014 los invitados sólo comentaban acerca de los enlistados, pero a partir de la temporada once también participan en las diferentes secciones que se incluyeron para esta temporada. Para la décima segunda temporada en 2015 se realizó un "Rally de verano", en donde además de famosos invitados, gente del público participó en las dinámicas que fueron grabadas en diferentes espacios de la Ciudad de México.
El 1 de noviembre de 2015 fue su última transmisión al aire, tras doce años del programa.

## Secciones
- El tablero travieso
- La ruleta de la suerte[3]
- La ruleta de retos y juegos
- Reto final
- Reto extremo
- Muerte súbita
- La revancha
- Detrás del telón

## Colaboradores
- María Inés Guerra (2009 - 2015) - Presentadora titular
- Rosario Murrieta (2004 - 2015) - Editorialista
- Rubén Moya (2004 - 2015) - Locutor
- Adriana Cardeña (2014 - 2015) - La mimo "Picoreta"

### Antiguos colaboradores
- Inés Gómez Mont (2004 - 2009) - Presentadora titular
- Shanik Aspe (2009) - Presentadora invitada
- Romina Aranzola (2009) - Presentadora invitada